# Christian Gnilka
Christian Franz Paul Gnilka (* 20. Dezember 1936 in Langseifersdorf, Landkreis Reichenbach (Eulengebirge), Provinz Niederschlesien; † 2. März 2025 in Sendenhorst) war ein deutscher Klassischer Philologe, der als ordentlicher Professor an der Westfälischen Wilhelms-Universität Münster lehrte.

## Leben
Nach dem frühen Unfalltod des Vaters, des Arztes Fridolin Gnilka (1939), zog die Mutter, Margarete Gnilka, geb. Schneider, mit ihren beiden Kindern, Ingeborg und Christian, nach Breslau. Die Flucht im Januar 1945 führte die Familie nach Bamberg. Hier besuchte Gnilka das Neue Gymnasium, das heutige Franz-Ludwig-Gymnasium Bamberg (1947–1952), an das er sich wegen des strengen Unterrichts in den beiden alten Sprachen stets dankbar erinnerte. In den folgenden Jahren besuchte er das Gymnasium Hammonense in Hamm, Westf., wo er 1956 die Reifeprüfung ablegte.
Er studierte Klassische Philologie  in Bonn (1956–1962), unterbrochen durch drei Semester in München (1957–1958) und ein Semester in Rom (1960–1961). In Bonn waren seine Lehrer besonders Hans Herter und Wolfgang Schmid, in München Friedrich Klingner, Rudolf Pfeiffer, Bernhard Bischoff, in Rom Ettore Paratore und Giuseppe Lugli. Bedeutende Anregungen erhielt er durch die Geselligkeit des Bonner Kreises (gegründet 1854 von Franz Bücheler). 1962 wurde er in Bonn mit einer Arbeit über den lateinischen Dichter Prudentius zum Dr. phil. promoviert, anschließend arbeitete er zwei Jahre unter der Leitung des Kirchenhistorikers und Archäologen Theodor Klauser in der Redaktion des Franz Joseph Dölger-Instituts zur Erforschung der Spätantike an der Universität Bonn. Im folgenden Jahr legte er die Erste Staatsprüfung in Bonn ab und wechselte als Wissenschaftlicher Assistent in das Philologische Seminar der Universität Bonn (1964–1971). 1970 habilitierte er sich in Bonn in Klassischer Philologie mit einer Untersuchung zur spätantiken Geistesgeschichte. 1971 wurde er zum außerplanmäßigen Professor an der Universität Bonn ernannt, Rufe auf ordentliche Lehrstühle in Frankfurt am Main und in Münster folgten.
An der Westfälischen Wilhelms-Universität arbeitete er neben Heinrich Dörrie, Otto Hiltbrunner, Martin Sicherl, später auch Hermann Wankel und Wolfgang Hübner als Direktor des Instituts für Altertumskunde bis zu seiner Emeritierung (1972–2002). Einen Ruf auf den Lehrstuhl seines Lehrers Wolfgang Schmid in Bonn (1978) lehnte er ab, in einer Gedenkrede setzte er dem Lehrer ein Denkmal. Wesentlich für seine Arbeiten zur spätantiken und frühchristlichen Geistesgeschichte wurde die Begegnung mit dem Indologen Paul Hacker in Münster. Die Wertschätzung der textkritischen Leistungen Günther Jachmanns begründete die Freundschaft mit dem britischen Philologen James A. Willis (1925–2014).
1963 heiratete er Dagmar Rolf. Das Ehepaar hat zwei Töchter, Marion und Marei.

## Forschung
Die Arbeit im Dölger-Institut schlug sich nieder in der Habilitationsschrift (Schriften Nr. 2) und in zwei Lexikonartikeln (Nr. 3 und 4), Vorarbeiten zur Habilitationsschrift. Über Aetas Spiritalis urteilte Henry Chadwick: "Professor Gnilka's book is full of first-rate scholarship", und Umberto Mattioli, Herausgeber von Senectus (1995), beginnt mit einem ausführlichen Lob der Arbeiten Gnilkas zu diesem Thema: Sie seien häufig zitiert "per la loro importanza e utilità".
Den Autor Prudentius, dem die Dissertation galt (Nr. 1), behielt Gnilka immer im Auge, weitere Arbeiten sind zusammengefasst in zwei Bänden mit Register (Nr. 7. 8. 9), fortgeführt in den Philologischen Streifzügen durch die römische Dichtung (Nr. 11), die auch Aufsätze zu anderen Dichtern enthalten (Catull, Horaz, Vergil, Phaedrus, Martial, Juvenal, Juvencus, Paulinus Nolanus), sowie in der Publikation Nr. 14. Diesen Ansatz prägten eine kritische Haltung gegenüber dem überlieferten Text und das Bemühen, den schöpferischen Umgang der christlichen Dichter mit der Tradition der klassischen Poesie sichtbar zu machen. In der Echtheitskritik folgt Gnilka Günther Jachmann, dessen Ausgewählte Schriften (1981) und Textgeschichtliche Studien (1982) er herausgab. An Jachmanns Erkenntnis, dass die überlieferte Textgestalt gerade bedeutender Werke durch den regellosen Zerfall kritischer Ausgaben der Antike verursacht sei, hielt Gnilka fest. Bestätigt fand er diese Auffassung durch seine Studien zu Prudentius und besonders zu Juvencus (enthalten in Nr. 11).
Die Arbeiten zur Dichtung erweiterten sich auf die Forschungen zur Geistesgeschichte. Das durch die Arbeit im Dölger-Institut geweckte Interesse am komplexen Übergang der antiken Kultur ins Christentum wurde durch den Indologen Paul Hacker (1913–1979) gefördert. Zu ihm trat Gnilka in ein enges kollegiales und freundschaftliches Verhältnis, das erst der plötzliche Tod Hackers beendete. Beide erkannten, dass die Kirche in der Spätantike nicht wahllos den Einflüssen der antiken Kultur folgte, sondern sie mit eigener Energie durchdrang. Die Art, wie die Kirche die Kultur durchdrang und allmählich verwandelte, orientierte sich an festen Prinzipien, in einer bewusst geübten Methode. Mit dem an indischer Geistesgeschichte geübten Blick sah Hacker, dass die frühchristlichen Denker diese Methode gerne mit dem einfachen Begriff des „rechten Gebrauchs“ bezeichneten. Das griechische Wort für „Gebrauch“, Chrêsis, wurde zum Schlüsselwort der neuen Forschungsrichtung. Zusammen mit den Missionswissenschaftler Johannes Dörmann begründete Gnilka eine Schriftenreihe: Chrêsis. Die Methode der Kirchenväter im Umgang mit der antiken Kultur. Fünf Bände der Reihe stammen von eigener Hand (Nr. 5. 6. 10. 15. 16), andere bringen Schülerarbeiten zu griechischen und lateinischen Autoren der frühen Kirche. Die schmale Programmschrift, welche die Reihe eröffnete (Nr. 5), erschien stark erweitert in zweiter Auflage (Nr. 13) und wurde ins Italienische übersetzt. Papst Benedikt XVI. rühmte Gnilkas Arbeit als „grundlegend für die Frage nach Evangelium und Kultur“ (Nr. 13, Vorwort).
Gnilka beteiligte sich ab 2010 mit mehreren Beiträgen an der Debatte um die historische Zuverlässigkeit der römischen Petrustradition. Dabei steht Gnilkas positiver Befund Otto Zwierleins negativem entgegen.

## Schriften (Auswahl)
1. Studien zur Psychomachie des Prudentius (= Klassisch-Philologische Studien 27), Wiesbaden 1963
2. Aetas Spiritalis. Die Überwindung der natürlichen Altersstufen als Ideal frühchristlichen Lebens (= Theophaneia 24), Bonn 1972
3. Artikel Greisenalter: Reallexikon für Antike und Christentum 12, 1983, S. 995–1094
4. Artikel Altersversorgung: Reallexikon für Antike und Christentum, Supplementband 1, 2001, S. 266–303
5. Chrêsis. Die Methode der Kirchenväter im Umgang mit der antiken Kultur I. Der Begriff des "rechten Gebrauchs", Basel/Stuttgart: Schwabe Verlag 1984
6. Chrêsis. Die Methode der Kirchenväter im Umgang mit der antiken Kultur II. Kultur und Konversion, Basel: Schwabe Verlag 1993
7. Prudentiana I. Critica, München/Leipzig: K.G. Saur 2000
8. Prudentiana II. Exegetica, München/Leipzig: K.G. Saur 2001
9. Prudentiana III. Supplement, München/Leipzig: K.G. Saur 2003
10. Chrêsis. Die Methode der Kirchenväter im Umgang mit der antiken Kultur IX. Sieben Kapitel über Natur und Menschenleben, Basel: Schwabe Verlag 2005
11. Philologische Streifzüge durch die römische Dichtung, Basel: Schabe Verlag 2007
12. Christian Gnilka, Stefan Heid, Rainer Riesner: Blutzeuge. Tod und Grab des Petrus in Rom, Regensburg: Schnell und Steiner, 1. Auf. 2010, 2. Aufl. 2015, darin: S. 33–80: Philologisches zur römischen Petrustradition (Gnilka), enthalten auch in dem Band: Petrus und Paulus in Rom. Eine interdisziplinäre Debatte, hrsg. von Stefan Heid, Freiburg/Basel/Wien: Herder 2011, S. 247–283. Italienische Fassung: Osservazioni di un filologo sulla tradizione romana di Pietro, in: Gnilka, Heid, Riesner: La more e il sepolcro di Pietro, Città del Vatican: Libreria Editrice Vatican 2014, S. 41–99
13. Chrêsis. Die Methode der Kirchenväter im Umgang mit der antiken Kultur I. Der Begriff des "rechten Gebrauchs". Zweite, erweiterte Auflage, Basel: Schwabe Verlag 2012, vier Farbtafeln. Italienische Fassung: Chrêsis. Il metodo dei Padri della Chiesa nell`utilizzo della cultura antica. Il concerto di retto uso, Brescia: Morcelliana 2020
14. Prudentius. Contra orationem Symmachi. Eine kritische Revue, Münster Westfalen: Aschendorff Verlag 2017
15. Chrêsis. Die Methode der Kirchenväter im Umgang mit der antiken Kultur X. Pratum Patristicum, Basel: Schwabe Verlag 2019
16. Chrêsis. Die Methode der Kirchenväter im Umgang mit der antiken Kultur III. Der rechte Gebrauch im Spiegel des falschen, Basel: Schwabe Verlag 2023

## Herausgeberschaft
- mit Willy Schetter: Studien zur Literatur der Spätantike (= Antiquitas. Reihe 1: Abhandlungen zur alten Geschichte. Bd. 23). Habelt, Bonn 1975, ISBN 3-7749-1323-4.
- Günther Jachmann: Ausgewählte Schriften (= Beiträge zur klassischen Philologie. 128). Hain, Königstein im Taunus 1981, ISBN 3-445-02183-X.
- Chrēsis. Die Methode der Kirchenväter im Umgang mit der antiken Kultur. 1984ff., ZDB-ID 2017752-5.